# 蘇州ハイテク・ソフトウェアパーク

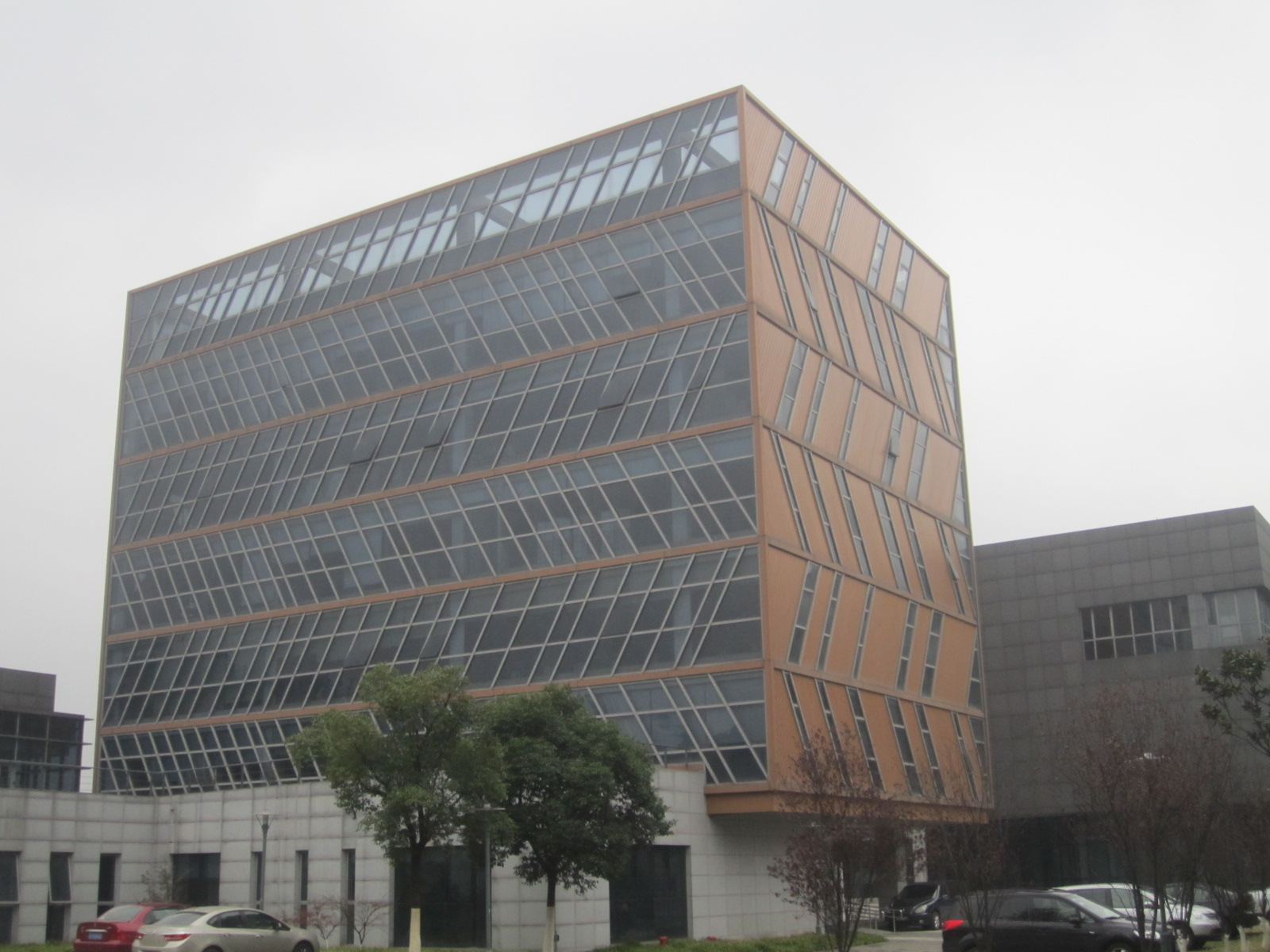
蘇州ハイテク・ソフトウェアパーク事務所（12号館）

蘇州ハイテクソフトウェアパーク（そしゅうはいてくそふとうぇあぱーく、中国語: 苏高新软件园）は、中華人民共和国の江蘇省蘇州市街の西側にある蘇州高新区内に立地し、大連ソフトウェアパーク（DLSP）が蘇州新区管理委員会（SND）より委託され、政府の支持の元、民間が運営する「官助民弁（かんじょみんべん、中国語: 官助民办）」の管理運営方式を採用しています。

 

## 園内紹介
- 所在地

蘇州高新区の蘇州科技城内の3大機能区のひとつ。計画面積は、1平方キロメートル。
- 園区概要

国家級のソフトウェア産業基地として、科技部より認定されており、1992年の蘇州新区管理委員会（SND）の設立と共に、積極的な外資誘致政策を実施しました。
特に1994年の蘇州ハイテク創業センターが設立されてから、オフィスに必要な設備のバックアップ体制も整い、先進的なIT製品・部品製造企業の工業団地が形成され、「シリコン回廊」と呼ばれる地域にたくさんの大手会社（TSMC 、UMC、Macronix、Foxconn、GSMC 、サムスン電子、日立、フィリップス）が進出しています。
2007年に大連ソフトウェアパーク（DLSP）が管理運営に参加するようになってからは、2009年に世界のアウトソーシング産業基地として、第4位の評価を受けています。
- 園区紹介

計画建設占有面積は、1平方キロメートル、計画総面積は、100万平方メートル。すでに第1期と第2期のプロジェクトは完成しており、入居も始まっています。
第1、第2期プロジェクトの建設総面積は、40万平方メートル。2012年2月現在、第3期の建設が進んでいます。